# James Tait Black Memorial Prize
De James Tait Black Memorial Prize is een Britse prijs voor literatuur. Samen met de Hawthornden Prize is de James Tait Black Prize de oudste literaire onderscheiding in het Verenigd Koninkrijk. De prijs wordt uitgereikt door de universiteit van Edinburgh in Schotland.

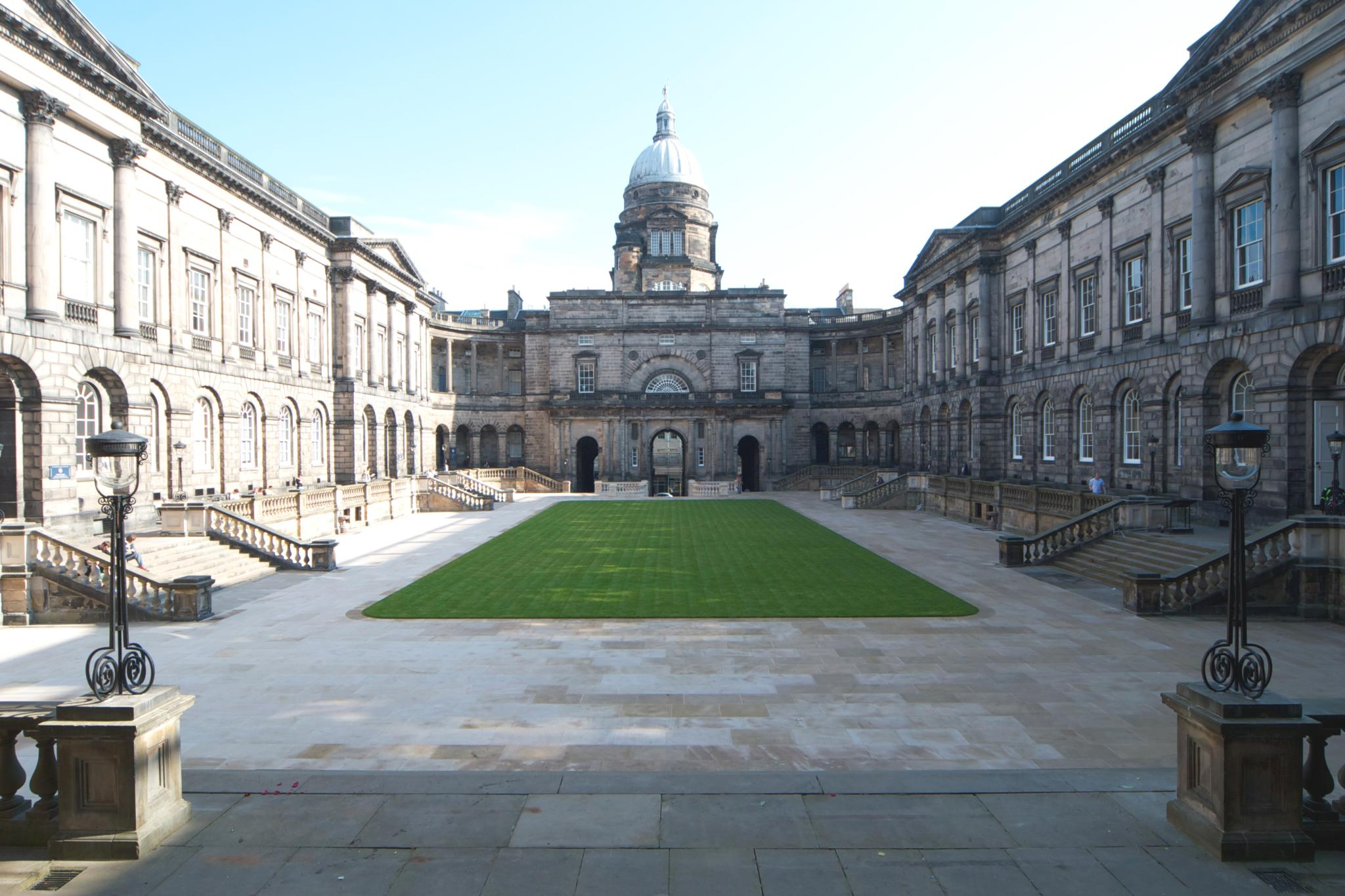
Universiteit van Edinburgh, de Old College

## Ontstaan
Aan de universiteit van Edinburgh stichtte Janet Coats Black (1944-1918) de prijs, genoemd naar haar man James Tait Black. Black was een uitgever in Edinburgh, Schotland, en was een partner in de uitgeverij A&C Black, dat later opging in de Bloomsbury Publishing Group. Black was betrokken bij de productie van de negende editie van de Encyclopaedia Britannica. Janet Coats, weduwe Black, was een telg uit een familie van de garenproducent J&P Coats. Black and Coats huwden in 1884. Black stierf in 1911 en Coats in 1918. Zij gaf in haar testament aan deze prijs te ondersteunen; zij preciseerde dat het om twee categorieën van prijzen ging, een over fictie en een over biografie. De eerste maal dat de twee prijzen James Tait Black werden uitgereikt was een jaar na haar dood, namelijk in 1919. Aanvankelijk werd er geen ruchtbaarheid gegeven over de James Tait Black Memorial prijzen; dit kwam omdat Edinburgh verwijderd was van de literaire centra in Engeland. 
Vanaf 2012 kwam er een derde categorie bij: theater. 

## Procedure
De beslissing ligt bij de hoogleraar van de Regius Chair of Rhetoric and Belles Lettres, een leerstoel aan de universiteit van Edinburg ingesteld in 1762. Hij wordt bijgestaan door professoren taalkunde en voor de voorselectie eveneens door studenten-doctorandi. De afwezigheid van uitgevers, sponsors en mediafiguren geeft volgens Cormac McCarthy, een winnaar, de garantie voor ernst in de selectieprocedure. 
De financiële waarde van de prijs bedraagt, mede door steun vanuit de universiteit, 10.000 Britse pond voor elk van de drie categorieën. Dit is de duurste literaire prijs van Schotland. De universiteit heeft een apart en klein comité opgericht om haar te adviseren in de uitbouw en administratie van de prijs.
Een vereiste in de categorieën fictie en biografie is dat het oeuvre in het Engels moet geschreven zijn. De nationaliteit van de auteur speelt geen rol doch de eerste uitgifte van het boek moet in het Verenigd Koninkrijk gebeuren gedurende het kalenderjaar van de prijs. Een auteur kan slechts eenmaal de prijs winnen in elke categorie. Hij of zij kan wel in twee categorieën terzelfdertijd winnen. In de categorie drama moet het originele werk in het Engels, Gaelic of Welsh geschreven zijn. Het theaterstuk moet in het kalenderjaar voorafgaand aan de prijs opgevoerd zijn met een duur van minstens een uur. Bovendien mag het theaterstuk niet minder dan zeven keren opgevoerd zijn door een professioneel theatergezelschap.

## Winnaars
Vier Nobelprijswinnaars literatuur hebben de James Tait Black Memorial Prize ontvangen in hun vroege carrière: William Golding, Nadine Gordimer, John Maxwell Coetzee en Doris Lessing.
Bekende winnaars zijn, in alfabetische volgorde, Peter Ackroyd, Martin Amis, J. G. Ballard, Sebastian Barry, Quentin Bell, Arnold Bennett, John Buchan, John le Carré, Angela Carter, Bruce Chatwin, Margaret Drabble, Lawrence Durrell, Herbert Fisher, E.M. Forster, Antonia Fraser, Robert Graves, Graham Greene, Radclyffe Hall, Aldous Huxley, D.H. Lawrence, Doris Lessing, Cormac McCarthy, Anthony Powell, J.B. Priestley, Salman Rushdie, Geoffrey Scott, Zadie Smith, Muriel Spark, Evelyn Waugh en Morris West.